# The Mill
The Mill est une société britannique spécialisée dans les effets spéciaux créée en 1990. Elle travaille pour le milieu du cinéma, de la télévision, de la musique ou encore du jeu vidéo.
La société est, entre autres, récompensée en 2001 par l'Oscar des Meilleurs effets visuels pour le film Gladiator.
Elle a été acquise par Technicolor SA le 15 septembre 2015 pour un montant de 259 millions d'euros.